# Resolutie 1923 Veiligheidsraad Verenigde Naties
Resolutie 1923 van de Veiligheidsraad van de Verenigde Naties werd unaniem aangenomen op 25 mei 2010. De resolutie verlengde het mandaat van de MINURCAT-vredesmacht in de regio Tsjaad-CAR-Soedan tot het einde van 2010, en legde tevens de gehele terugtrekking van de macht tegen die tijd vast.

## Achtergrond
In 2003 brak in de regio Darfur van Soedan een conflict uit tussen rebellen, die het oneens waren met de verdeling van olie-inkomsten uit de regio, en door de regering gesteunde milities. Die laatsten gingen over tot etnische zuiveringen en er werden grove mensenrechtenschendingen gepleegd. Miljoenen mensen sloegen op de vlucht naar voornamelijk buurland Tsjaad. Door de grote toestroom van vluchtelingen raakte ook dat land gedestabiliseerd. In 2006 werd een opstand van rebellen in de kiem gesmoord en in 2007 werd een vredesverdrag met hen gesloten. Dat werd in 2008 door de rebellen verbroken waarna ze probeerden de hoofdstad N'Djamena in te nemen. In 2007 werd de MINURCAT-vredesmissie opgericht om de vele vluchtelingen uit Darfur en hulpverleners in de regio te beschermen. In 2010 werd in samenspraak met Tsjaad besloten de missie af te bouwen en de veiligheid over te laten aan het Tsjadische leger.

## Inhoud

### Waarnemingen
De humanitaire en veiligheidssituatie in het oosten van Tsjaad en het noordoosten van de CAR bleven lijden onder het geweld in de nabijgelegen Soedanese regio Darfur. Gewapende activiteiten en bandieterij bedreigden de bevolking, de hulpverlening en de stabiliteit van de landen en had ernstige mensenrechtenschendingen tot gevolg.
Op 15 januari waren Tsjaad en Soedan overeengekomen hun bilaterale betrekkingen te verbeteren en ook een gezamenlijke troepenmacht in te zetten langs hun gedeelde grens. Door de uitvoering van nog eerdere akkoorden moest de kwestie-Darfur op duurzame wijze worden opgelost; en ook voor de terugkeer van de vluchtelingen moest een oplossing worden gezocht. Het belang van respect voor de rechten van vluchtelingen en ontheemden werd beklemtoond.
Tsjaad had met de steun van MINURCAT een militair detachement — Détachement Intégré de Sécurité of DIS — opgericht voor de beveiliging van vluchtelingen en hulpverleners. Het Tsjadische leger stond in voor de beveiliging van 's lands grenzen en de gendarmerie en de Nationale Nomadenwacht voor de veiligheid in Oost-Tsjaad. Op 15 januari had Tsjaad de VN gevraagd MINURCAT tegen 15 maart terug te trekken.

### Handelingen
Tsjaad verbond zich ertoe volgende taken op zich te nemen:
i. De veiligheid van burgers in gevaar, vooral vluchtelingen en ontheemden, vrijwaren,
ii. De hulpverlening ondersteunen door de veiligheid in Oost-Tsjaad te verbeteren,
iii. De veiligheid en bewegingsvrijheid van MINURCAT vrijwaren.
In dezelfde context moest het volgende doelstellingen bereiken:
i. Vrijwillige terugkeer van ontheemden in veilige omstandigheden,
ii. Demilitarisatie van vluchtelingenkampen,
iii. De Tsjadische overheid versterken in het oosten van het land.
De Veiligheidsraad verlengde het mandaat van de MINURCAT-vredesmissie tot 31 december 2010. Het militaire component werd afgeslankt tot 2200 manschappen (1900 in Tsjaad en 300 in de CAR), 25 militaire attachés en 300 politie-officieren. Deze initiële terugtrekking moest op 15 juli voltooid zijn; de definitieve terugtrekking moest op 15 oktober beginnen en op 31 december voltooid zijn.
De missie kreeg volgend mandaat in Oost-Tsjaad en Noordoost-CAR:
i. Elementen van Tsjaads DIS selecteren, opleiden, waarnemen en ondersteunen,
ii. De UNHCR ondersteunen bij het verplaatsen van vluchtelingenkampen nabij de grens,
iii. Informatie over bandieterij, misdaad en bedreigingen voor de humanitaire activiteiten uitwisselen met de verschillende landen en VN-operaties in de regio,
iv. Lokale inspanningen om de spanningen op te lossen ondersteunen,
v. Bijdragen aan de waarneming, promotie en bescherming van de mensenrechten in Tsjaad,
vi. Inspanningen om de Tsjadische overheid te versterken en de rekrutering van kindsoldaten een halt toe te roepen ondersteunen,
vii. Tsjaad ondersteunen bij het promoten van 's lands wetgeving.
De missie kreeg ook de bevoegdheid op te treden als burgers in haar nabijheid gevaar liepen en stond voorts in voor de beveiliging van VN-personeel, -uitrusting en -installaties.

## Verwante resoluties
- Resolutie 1913 Veiligheidsraad Verenigde Naties
- Resolutie 1922 Veiligheidsraad Verenigde Naties
- Resolutie 2031 Veiligheidsraad Verenigde Naties (2011)
- Resolutie 2088 Veiligheidsraad Verenigde Naties (2013)

Lijst ·  1908 ·  1909 ·  1910 ·  1911 ·  1912 ·  1913 ·  1914 ·  1915 ·  1916 ·  1917 ·  1918 ·  1919 ·  1920 ·  1921 ·  1922 ·  1923 ·  1924 ·  1925 ·  1926 ·  1927 ·  1928 ·  1929 ·  1930 ·  1931 ·  1932 ·  1933 ·  1934 ·  1935 ·  1936 ·  1937 ·  1938 ·  1939 ·  1940 ·  1941 ·  1942 ·  1943 ·  1944 ·  1945 ·  1946 ·  1947 ·  1948 ·  1949 ·  1950 ·  1951 ·  1952 ·  1953 ·  1954 ·  1955 ·  1956 ·  1957 ·  1958 ·  1959 ·  1960 ·  1961 ·  1962 ·  1963 ·  1964 ·  1965 ·  1966